# Đồng Huy Thái
Đồng Huy Thái (ur. 18 stycznia 1985) – wietnamski piłkarz występujący na pozycji pomocnika w klubie Thanh Hóa FC.

## Kariera piłkarska
Đồng Huy Thái występuje w drużynie Thanh Hóa FC, która obecnie gra w pierwszej lidze wietnamskiej.
Zawodnik ten został także powołany do reprezentacji Wietnamu na Puchar Azji 2007, gdzie jego drużyna odpadła w ćwierćfinale. On zaś nie pojawił się na boisku w żadnym spotkaniu.